# یواس‌سی‌جی‌سی اوسیپی (دبلیوپی‌آر-۵۰)
یواس‌سی‌جی‌سی اوسیپی (دبلیوپی‌آر-۵۰) (به انگلیسی: USCGC Ossipee (WPR-50)) یک کشتی بود که طول آن ۱۶۵ فوت ۱۰ اینچ (۵۰٫۵۵ متر) بود. این کشتی در سال ۱۹۱۵ ساخته شد.